# Майе-э-Шазло
Майе́-э-Шазло́ (фр. Mailley-et-Chazelot) — коммуна во Франции, находится в регионе Франш-Конте. Департамент — Верхняя Сона. Входит в состав кантона Се-сюр-Сон-э-Сент-Альбен. Округ коммуны — Везуль.
Код INSEE коммуны — 70324.

## География
Коммуна расположена приблизительно в 320 км к юго-востоку от Парижа, в 33 км севернее Безансона, в 13 км к юго-западу от Везуля.
Около половины территории коммуны занимают леса.

## Население
Население коммуны на 2010 год составляло 605 человек.
| 1962 | 1968 | 1975 | 1982 | 1990 | 1999 | 2010 |
| ---- | ---- | ---- | ---- | ---- | ---- | ---- |
| 369  | 359  | 389  | 428  | 505  | 561  | 605  |

## Администрация
| Период | Период | Фамилия      | Партия | Примечания |
| ------ | ------ | ------------ | ------ | ---------- |
| 1995   | 2008   | Рене Бре     |        | профессор  |
| 2008   | 2014   | Бернар Тонно |        | фермер     |

## Экономика
В 2010 году среди 406 человек трудоспособного возраста (15—64 лет) 309 были экономически активными, 97 — неактивными (показатель активности — 76,1 %, в 1999 году было 72,1 %). Из 309 активных жителей работали 291 человек (144 мужчины и 147 женщин), безработных было 18 (9 мужчин и 9 женщин). Среди 97 неактивных 36 человек были учениками или студентами, 41 — пенсионерами, 20 были неактивными по другим причинам.